# SN 2003dh
SN 2003dh – supernowa typu Ic-pec odkryta 31 marca 2003 roku w galaktyce A104450+2131. W momencie odkrycia miała maksymalną jasność 16,20m.